# Kanfanar
Kanfanar (olaszul: Canfanaro) falu és község Horvátországban, Isztria megyében. Közigazgatásilag Barat, Brajkovići, Bubani, Burići, Červari, Draguzeti, Dubravci, Jural, Korenići, Kurili, Ladići, Marići, Maružini, Matohanci, Mrgani, Okreti, Pilkovići, Putini, Sošići, Šorići és Žuntići települések tartoznak hozzá.

## Fekvése
Az Isztria középső részén, Pazintól 18 km-re délnyugatra, Žminj és Rovinj között fekszik. Kanfanar 1999-óta az Isztria egyik legjelentősebb csomópontja lett, ekkor építették meg az ún. „Isztriai ipszilont”, az A8-as és A9-es autópályák találkozását. Itt találkoznak a Pólát a szlovéniai Koperrel, illetve Fiuméval összekötő fő közlekedési utak. 1876 és 1966 között Kanfanar vasúti csomópont is volt, de ekkor a Kanfanar–Rovinj vasútvonalat megszüntették.

## Története
A Limska draga körüli terület középkori székhelyét a múltban Dvigrad, Dvograd, olaszul Duecastelli és Docastelli, illetve Parentino pusztulása után Moncastel, Montecastel néven is nevezték. A vár szokatlan nevét (Dvograd, azaz kettős vár) a tőle délnyugatra emelkedő dombon állt, már a kora középkorban elpusztult Parentino vára után kapta. (Parentinóból mára semmi sem maradt tekintve, hogy romjait sokáig kőbányaként használták a ma is látható Dvigrad építéséhez). Ez a hely a víz és a termékeny mezők közelsége már a történelem előtti időben is vonzó volt az ember számára, melyről számos régészeti lelet is tanúskodik. Teljesen bizonyos, hogy mindkét erősség állt már a római korban is mint a pólai régió északi védelmi rendszerének része, mely szerepét a bizánci uralom alatt is betöltötte. Itt haladt át a Pólából az Isztria belsejébe menő ókori út, melynek nyomai még ma is láthatók. Az ismétlődő járványok által elpusztított latin nyelvű lakosság helyére a 7. század elején érkeztek az első szláv betelepülők. Dvigrad első írásos említése 879-ben történt amikor ez a terület az aquileiai pátriárka fennhatósága alá tartozott. Később a velenceiekkel vívott hárorúk során a goricai (más néven pazini) grófság része lett. 1354-ben a velencei-genovai háború során Paganin Doria genovai admirális serege lerombolta. 1381-ben a velenceiek gyújtották fel, a Szent Szófia templomban őrzött Szent Viktor és Szent Korona ereklyéket pedig Sveti Lovrečre vitték át. Dvigrad 1413-tól velencei uralom alá került. Lakossága a 16. és 17. században kitört pestis és malária járványok következtében alaposan megfogyatkozott és a csapásokat az Ausztria és Velence között 1615-ben kitört uszjók háború, valamint az 1630-as újabb pestisjárvány tetőzte be. Az ezt követő években lakossága a közeli biztonságosabb Kanfanarra költözött át. Végül 1714-ben a plébánia és a káptalan is Kanfanarra tette át székhelyét és Dvigrad valóságos szellemvárossá, az Isztria legnagyobb romvárosává vált. Épületei nem a hadak pusztítása, vagy tűzvészek, hanem az elhagyatottság következtében pusztultak.
Kanfanar első írásos említése „Canfanario” alakban abban az 1096-ban kelt oklevélben található, melyben Ulrik (Volrico) aquileiai pátriárka engedélyt ad a dvigradi várföldekhez tartozó limi kikötő körüli terület használatára. Kanfanar akkor fejlődött nagyobb településsé, amikor Dvigrad háborúktól és maláriától sújtott lakossága 1630-ban kezdte benépesíteni. A krónikák szerint Dvigradon 1650-ben már csak a három legszegényebb család maradt, akik nem tudtak elköltözni, bár tizennégy évvel korábban még 150 család és 700 lakos élt ott. A török elől Görögországból, Dalmáciából, Albániából érkezett sok menekült is tovább növelte népességét. A még a 13. században épített kanfanari templomocska is csakhamar szűknek bizonyult és a helyén 1696-ban új, nagyobb templomot kellett építeni, melyet Szent Szilveszter tiszteletére szenteltek fel. A dvigradi Szent Szófia bazilikából 1714-ben ide költözött a káptalan, áthozták a nagy jelentőségű kulturális értéket képviselő szószéket és a szent ereklyét, mellyel a templom a korábbi dvigraštinai plébánia új székhelyévé vált. 1732-ben felépült a harangtorony is. A fejlődésnek újabb lendületet adott a pólai vasútvonal megépítése, mellyel a település a kiszolgáló létesítményekkel együtt új, nagy és modern vasútállomást kapott. Kanfanar és Rovinj között egy külön vasútvonal is épült, mellyel a település 1876-ra a félsziget fontos vasúti csomópontja lett. (A pólai vonalat 1876. augusztus 18-án, a rovinji vonalat ugyanez év szeptember 20-án adták át, de az utóbbit 1966. október 20-án megszüntették). Kanfanar jelentőségét tovább erősítette a mrgani út 1906-os megépítése. A településnek 1857-ben 807, 1910-ben 766 lakosa volt. Az I. világháború idején az Isztria hadműveleti területté vált nőket és a gyermekeket 1915-ben Morvaországba költöztették át.
Az első világháború után a rapallói szerződés értelmében Isztria az Olasz Királysághoz került. 1930-ban egy nagyon emlékezetes esemény történt a településen. Amint arról a korabeli újságok beszámolnak karácsony napján a zsúfolásig telt Szent Szilveszter templomban a monstranciába kihelyezett szent ostya töviskoronás Krisztus fejjé változott. Ezt csak azok láthatták, akik elég közel voltak az oltárhoz, ők azonban a látványtól teljesen összezavarodtak. Az akkori sajtó az eseményről nagy terjedelemben számolt be. Rögtön a történtek után ide érkezett a zárai püspök és a kanfanari téren beszédet, majd nagy körmenetet tartott. A II. világháború idején a települést több gránát találat érte és tűz is pusztított. A németek számos (szeptemberi áldozatokként ismert) civil lakost lőttek agyon, azonban meg kell említeni a helyi partizánok által okozott hatalmas kárt is, amikor felgyújtották a közösségi épületet. Az épületben őrizték a helyi okiratok mellett a dvigradi uradalom levéltárát is, melynek megsemmisülésével e vidék történetének legtöbb írásos dokumentuma lett a lángok martaléka.
A második világháború után Jugoszlávia része lett. 1947-ben Kanfanar járási székhely, majd Jugoszlávia felbomlása után 1991-ben a független Horvátország része lett. Kanfanar község 1993-ban alakult meg. A legújabb időkben a település környékén nagyszabású építkezések zajlottak, melyek közül a legjelentősebb a Draga felett átívelő 552 méter hosszú és 126 méter magas viadukt. Építése idején Horvátország legnagyobb viaduktja volt, melyet maga dr. Franjo Tuđman köztársasági elnök avatott fel. Itt épült meg a Buje – Póla autópálya és a Kanfanar – Matulji autóút csomópontja is, mely Kanfanart újra fontos közlekedési csomóponttá tette. A Limska draga (Lim völgye) feletti fennsíkon halad át a Žminj–Rovinj főút és a Póla–Divača vasútvonal is. 2011-ben a falunak 506, a községnek összesen 1538 lakosa volt. Lakói mezőgazdasággal, állattenyésztéssel, kisebb részben kőbányászattal foglalkoznak illetve vasúti szolgálatot látnak el. Az utóbbi időben több kis és középvállalkozás is alakult.

## Nevezetességei
- A településtől északnyugatra találhatók Dvigrad várának és városának tekintélyes romjai, melyek az Isztria legnagyobb összefüggő romterületét képezik.[4] A mai védett terület két részből állt. Az egyik az egykori Parentino vára, amely még a kora középkorban teljesen elnéptelenedett, mára pedig teljesen benőtte a növényzet, a másik pedig Moncastello, melynek középkori köves utcácskái a buja növényzettel körülvett majdnem kétszáz megmaradt épület, valamint mint a paplak és az őrség házainak romjai különös élményt keltenek az ide látogatókban. Mára már veszélyessé váltak az egykori kettős védőfal romjai a rajtuk átvezető három kapuval. A falakat erősítő három védőtorony a ma látható formájában a 14. században épült. Az elnyúlt ovális alakú vár öt elkülönülő részre oszlott. A nyugati oldalon voltak az őrség szállásai, a délnyugati részen a kézművesek, míg a fennmaradó részen a lakóházak. A település és a vár központjában a főtéren állt a legnagyobb és legjelentősebb épület a Szent Szófia bazilika, melynek romjai ma is uralják a település központját. Szent Szófia Milánóban Diocletianus császár idején szenvedett vértanúságot. A templomról Giacomo Filippo Tommasini novigradi püspök számol be először a 17. században, amikor a vár és a város már lepusztult állapotban volt. A leírás szerint az épület háromhajós volt, belül freskók díszítették, főoltárán az Istenanya domborművű alakja volt látható.[2] A bazilika legrégibb része a kutatások szerint az 5. század második feléből az ókeresztény templomból fennmaradt, az apszis déli részén látható töredék. Ez az első templom valószínűleg egyhajós volt félköríves belső apszissal, előtte egyszerű oltárkővel. A templomot a 8. században bővítették. Ez a második csarnoktemplom már három belső apszissal rendelkezett. Töredékei a falakba és a padozatba beépítve találhatók. Ezekből az oltár oszlopos előépítménye és a növényi ornamentika részei rekonstruálhatók.[2] Valamivel ezután a 9. vagy a 10. században a templom déli oldalához keresztelőkápolna és harangtorony épült, majd megépült az északi kora román stílusú kápolna is. A korabeli források és egy feliratos kőtábla arra utalnak, hogy a ma romokban látható bazilika a 13. században épült román stílusban. A 14. és a 15. században épült hozzá északról a sekrestye, a középhajó tartóoszlopai és ekkor készült a hatszögletű Szent Szófiát ábrázoló szószék, melyet később a kanfanari templomba vittek át. A templom tetőzete a 19. század elején beomlott, azóta állaga egyre romlik. Sok kőfaragványát és freskótöredékét múzeumi gyűjteményekben, főként a pólai régészeti múzeumban őrzik.
- Kanfanar Szent Szilveszter tiszteletére szentelt plébániatemploma 1696-ban épült a régi 13. századi templom helyén, 1714-ben a dvigradi káptalan és a plébánia ideköltözésével tovább bővítették. Egyhajós épület oldalkápolnával és sekrestyével. A főoltár képén a Szűzanya gyermekével, Szent Szilveszter és Szent Szófia látható. Az egyik mellékoltáron Páduai Szent Antal képe, a másik oldalon a gyermekét karján tartó Szűzanya (rendhagyó módon) alkalomszerűen felöltöztetett szobra áll. A szobrot a hagyományosan október első vasárnapján tartott körmeneten végigviszik Kanfanar utcáin.[5] Berendezésének egy része a dvigradi bazilikából származik. Ilyen a 13. századi román stílusú, kőből faragott szószék és a keresztelőmedence alsó részének gótikus faragványa. Orgonája a 18. században készült. 25 méter magas harangtornyát 1730-ban építették.[5]
- Szent Valentin tiszteletére szentelt templomát 1730-ban épült a korábbi templom helyén. A sportpálya közelében áll, egyszerű négyszög alaprajzú épület.[5]
- A Baratra menő út közelében álló Szent Ágota tiszteletére szentelt templomát[6] a 11-12. században építették. Apszisában korabeli értékes falfestmények láthatók.[5] A templom a falutól délnyugatra található, a Kanfanar és Barat közötti összekötő út mentén. Egyhajós épület, kiugró apszissal, mely belül félköríves, kívülről háromoldalú. A tető kőpalákkal borított, kivéve a gerincet, amelyet kúpcserepek borítanak. Az oldalfalakon és a homlokzaton keskeny, félköríves ablakok találhatók. Az apszisban és a diadalíven a 11. századból származó, valószínűleg helyi készítésű kora román kori freskók maradtak fenn. Az apszis kupolájában Isten dicsőítésének jelenete, alatta pedig az Istenanya 10 apostollal körülvéve látható. A diadalíven Káin és Ábel áldozatának ábrázolása található. A freskók a legkorábbról fennmaradt román stílusú festmények közé tartoznak.
- A Dvigrad felé menő út mellett állnak az egykori bencés kolostor és a román-gótikus Szent Petronella templom romjai.[5]
- A Lakućai Mária templom[7] a 14. században épült, alacsony körítőfallal határolt temető övezi.[5] A dvigradi romok lábánál található, faragott kőtömbökből épült templom egyhajós épület, belső apszissal. A templom teljes szentélyét falfestmények díszítik, melyek a Domini Majestas, az Angyali üdvözlet, a Krisztus születése, a Mária látogatása jeleneteit, valamint szentek alakjait, Szent Orsolyát a szent szüzek-mártírok kíséretében Szent Lőrincet, Szent Rókust, Szent Sebestyént és az apostolokat ábrázolják. A festmények egy helyi mester alkotásai a 15. századból. Ugyanez a mester az Istenanya ábrázolását is festette a templom elején a portál felett. A templomban számos graffiti maradt fenn, amelyek közül a legrégebbi 1484-ből származik.
- A Dvigradtól délre fekvő Szent Antal-templom[8] egy egyszerű, téglalap alaprajzú épület, amely nagyobb faragott tömbökből épült. A templom belsejében, az oltár mögötti falon falfestmények és glagolita falfirkák maradtak fenn. A falfestmények a helybeli, ún "Színes mesterhez" köthetők és a 15. század második feléből származnak. Az ábrázolások között Szűz Mária és a gyermek, Szent Antal apát bottal a kezében, Szent Márton a koldussal és ismeretlen szenttel ábrázolásai láthatók. A freskók alatt körben egy a templom felszentelésekor készített szentelési kereszt látható, míg az oldalfalakon további három szentelési kereszt maradt fenn.
- A maružini határban áll a 11. századi Havas Boldogasszony templom, sajnos kívülről és belülről is újra vakolva.[5]

## Lakosság
| Lakosság változása | Lakosság változása | Lakosság változása | Lakosság változása | Lakosság változása | Lakosság változása | Lakosság változása | Lakosság változása | Lakosság változása | Lakosság változása | Lakosság változása | Lakosság változása | Lakosság változása | Lakosság változása | Lakosság változása | Lakosság változása |
| ------------------ | ------------------ | ------------------ | ------------------ | ------------------ | ------------------ | ------------------ | ------------------ | ------------------ | ------------------ | ------------------ | ------------------ | ------------------ | ------------------ | ------------------ | ------------------ |
| 1857               | 1869               | 1880               | 1890               | 1900               | 1910               | 1921               | 1931               | 1948               | 1953               | 1961               | 1971               | 1981               | 1991               | 2001               | 2011               |
| 807                | 821                | 526                | 567                | 721                | 766                | 1279               | 1286               | 563                | 549                | 589                | 528                | 500                | 535                | 473                | 506                |